# Поправка Єгор Юрійович
Єгор Юрійович Поправка (нар. 12 лютого 2004, Чернігів, Україна) — український футболіст, правий захисник ковалівського «Колоса».

## Життєпис
Народився в Чернігові. Вихованець академії місцевої «Юності», у футболці якої з 2017 по 2021 рік виступав у ДЮФЛУ, а також за «Юність-2» у юнацьких футбольних турнірах Чернігівської області. На початку серпня 2021 року став гравцем «Кудрівки», але грав виключно за другу команду в обласному чемпіонаті та аматорському чемпіонаті України.
Наприкінці серпня 2022 року опинився в структурі «Колоса». Спочатку виступав за ковалівців в юнацькому чемпіонаті України. Вперше до заявки головної команди потрапив 9 травня 2024 року, на програний (1:0) домашній поєдинок 15-го туру Прем'єр-ліги України проти луганської «Зорі». Єгор просидів усі 90 хвилин на лаві запасних. На професійному рівні дебютував 10 серпня 2024 року в нічийному (0:0) домашньому для «Колоса» поєдинку 2-го туру Прем'єр-ліги України проти петрівського «Інгульця». Поправка вийшов на поле на 90+4-й хвилині замість Валерія Лучкевича.